# Bimbilla
Bimbilla – miasto w Ghanie, w regionie Północny, w dystrykcie Nanumba North.

## Gospodarka
Gospodarka Bimbilli jest oparta głównie o rolnictwo.

## Edukacja
Miasto jest dotknięte konfliktami między wodzami.
Jednym ze skutków tych konfliktów są problemy z edukacją. Nauczyciele i uczniowie borykają się z małą ilością lub brakiem materiałów edukacyjnych. Istnieje duża potrzeba społeczna otwarcia biblioteki w tym mieście.